# Nephrotoma crocea
Nephrotoma crocea är en tvåvingeart som först beskrevs av Friedrich Hermann Loew 1866.  Nephrotoma crocea ingår i släktet Nephrotoma och familjen storharkrankar. Inga underarter finns listade i Catalogue of Life.